# Петушки (Хиславичский район)
Петушки́ — бывшая деревня в Хиславичском районе Смоленской области России.

## История
В 1978 году деревня ещё существовала и входила в Ленинский (Городищенский) сельсовет.
В 1993 году считалась уже как прекратившая существование деревня Ленинского (Городищенского) сельсовета Хиславичского района.

## География
Находилась в полутора верстах северо-восточнее сохранившейся до сих пор деревни Сиваи, менее чем в 1 километре к востоку от дороги Хиславичи-Соино.